# Захаров, Фёдор Дмитриевич
Фёдор Дмитриевич Захаров (22 апреля 1894, деревня Логачево, Медынский уезд, Калужская губерния, ныне Медынский район, Калужская область — 11 февраля 1969 года, Пятигорск, Ставропольский край) — советский военачальник, генерал-лейтенант (2 ноября 1944 года). Герой Советского Союза (29 июня 1945 года).

## Молодость и первая мировая война
Фёдор Дмитриевич Захаров родился 22 апреля 1894 года в деревне Логачёво.
С началом Первой мировой войны в октябре 1914 года был призван в Русскую императорскую армию. Окончил учебную команду 2-го маршевого казачьего полка Войска Донского (Ростов-на-Дону) в 1915 году. С июля 1915 года воевал в составе 494-го Верейского пехотного полка, получил за храбрость чины младшего и старшего унтер-офицера. В начале 1917 года полк воевал на Румынском фронте. Получив сообщение о Февральской революции, организовал массовый отказ солдат полка идти в наступление, за что в марте был арестован. По требованию дивизионного солдатского комитета через 14 дней был освобождён, но сразу после этого покинул полк.

## Гражданская война
В апреле 1917 года приехал в город Кунгур Пермской губернии, где вступил в Красную гвардию и назначен на должность командира конного отряда красногвардейского отряда Н. Д. Каширина. В том же году вступил в РКП(б). Участвовал в боевых действиях против казаков Оренбургского казачьего войска под командованием войскового атамана полковника А. И. Дутова, в том числе во взятии Оренбурга 31 января 1918 года, в боях против восставшего Чехословацкого корпуса, в 54-дневном походе Уральской партизанской армии на соединение с Красной Армией под командованием В. К. Блюхера.
В октябре 1918 года вступил в своим отрядом в ряды Красной Армии и назначен на должность командира кавалерийского дивизиона (21-я стрелковая дивизия), а в июле 1919 году — на должность командира кавалерийского эскадрона в составе 21-го казачьего полка этой же дивизии. Принимал участие в боевых действиях на Восточном фронте против войск под командованием адмирала А. В. Колчака на пермском направлении, в районе Воткинска и на реке Вятка, а с мая — на кунгурском и челябинском направлениях. С сентября того же года в составе Южного фронта воевал против А. И. Деникина, с апреля 1920 года на Западном фронте воевал на белостокском, гродненском и варшавском направлениях во время советско-польской войны. Весной 1921 года дивизия находилась на Северном фронте, а вскоре переброшена в Сибирь и участвовала в борьбе с бандитизмом.
Приказами РВС СССР награждён двумя орденами Красного Знамени и наградной шашкой.

## Межвоенное время
С апреля 1922 года служил в Забайкальском казачьем полку (9-я кавалерийская бригада, 5-я армия) на должностях командира эскадрона и начальника полковой школы. В 1922 году на Дальнем Востоке воевал против белых войск генерала М. К. Дитерихса. В августе 1923 года направлен на учёбу на повторные командные курсы при штабе 5-й армии в Чите, после окончания которых в августе 1924 года назначен на должность командира отдельного казачьего эскадрона 1-й Тихоокеанской стрелковой дивизии (Владивосток). В 1928 году окончил кавалерийские курсы усовершенствования командного состава в Новочеркасске.
В 1931 году Захаров направлен в 8-ю казачью дивизию, где служил на должностях помощника командира 83-го казачьего полка и командира 85-го казачьего полка (г. Никольск-Уссурийский). В августе 1932 года назначен на должность коменданта Читы, в феврале 1933 года — на должность командира 73-го кавалерийского полка (15-я кавалерийская дивизия, Забайкальская группа войск ОКДВА) на станции Даурия. С апреля 1935 года служил в Ленинградском военном округе на должности командира 97-го кавалерийского полка 25-й кавалерийской дивизии, а с июля 1937 года — на должности командира этой дивизии.
В октябре 1939 года направлен на учёбу на курсы усовершенствования высшего начальствующего состава при Академии Генштаба РККА, после окончания которых в мае 1940 года назначен на должность помощника командира 4-го кавалерийского корпуса, а в июне того же года — на должность командира 149-й стрелковой дивизии.

## Великая Отечественная война
С началом войны находился на прежней должности. Дивизия под командованием Захарова в составе 28-й армии вела боевые действия в ходе Смоленского сражения, а затем вела тяжёлые оборонительные бои в условиях окружения, из которого вышла к концу августа. В сентябре 1941 года дивизия Захарова участвовала в наступлении на Ельню, в октябре
вновь попала в окружение в ходе операции «Тайфун», после выхода из которого была расформирована. В ноябре 1941 года Захаров в ходе Клинско-Солнечногорской оборонительной операции был заместителем командующего 16-й армией и возглавлял защищавшую Клин оперативную "группу Захарова", попавшую в окружение после падения Клина, но вскоре деблокированной войсками 1-й ударной армии. Прокурорской проверкой   был оправдан за сдачу Клина и 13 декабря назначен на должность командира 133-й стрелковой дивизии, которая принимала участие в боевых действиях в ходе битвы за Москву и Ржевско-Вяземской наступательной операции. 5 марта 1942 года совместно с 34-й стрелковой бригадой дивизия освободила Юхнов.
В апреле назначен на должность заместителя командующего 50-й армией, а в мае — на должность командира 8-го гвардейского стрелкового корпуса, который находился в резерве Западного фронта, а затем с июля 1942 года принимал участие в боевых действиях в ходе Ржевско-Сычёвской наступательной операции. В декабре 1942 года Ф. Д. Захаров назначен заместителем командующего 49-й армией.
В июне 1944 года назначен на должность командира 81-го стрелкового корпуса, который принимал участие в боевых действиях в ходе Белорусской и Восточно-Прусской наступательных операций, а также в штурме Кёнигсберга.
В боевой характеристике за этот период отмечено:

неоднократно личными рекогносцировками тщательно изучал всю оборону противника в полосе его корпуса… что дало возможность целеустремленно готовить штурмовые отряды и группы частей корпуса для прорыва обороны противника… С началом операции Захаров находился в боевых порядках своих войск постоянно… Твёрдо и настойчиво руководил войсками, нанёс мощный удар по противнику центром своего корпуса, своевременно и полностью выполнил задачу.— Наградной лист в электронном банке документов «Подвиг народа».
 За отличие в боях по взятию Кёнигсберга корпусу присвоено почётное наименование «Кёнигсбергский».
За время войны Ф. Д. Захаров пять раз был ранен.
Указом Президиума Верховного Совета СССР от 29 июня 1945 года за образцовое выполнение боевых заданий командования на фронте борьбы с немецко-фашистскими захватчиками и проявленные при этом мужество и героизм генерал-лейтенанту Фёдору Дмитриевичу Захарову присвоено звание Героя Советского Союза с вручением ордена Ленина и медали «Золотая Звезда» (№ 7683).

## Послевоенная карьера
После окончания войны находился на прежней должности.
В январе 1946 года назначен на должность командира 104-го стрелкового корпуса, в апреле 1946 — на должность командира 64-го стрелкового корпуса, в июне — на должность командира 6-го гвардейского стрелкового корпуса, а в декабре того же года — на должность командира 25-й гвардейской механизированной дивизии в городе Браилов в Румынии (все эти части входили в состав Южной группы войск).
Генерал-лейтенант Фёдор Дмитриевич Захаров в августе 1948 года вышел в отставку. Жил в Пятигорске (Ставропольский край). Активно работал в городской организации Советского комитета ветеранов войны. Умер 11 февраля 1969 года. Похоронен на Краснослободском кладбище Пятигорска.

## Воинские звания
- Полковник (17.02.1936);
- Комбриг (4.11.1939);
- Генерал-майор (4.06.1940);
- Генерал-лейтенант (2.11.1944).

## Награды
- Медаль «Золотая Звезда» (№ 7683; 29.06.1945);
- Три ордена Ленина (21.02.1945; 29.06.1945; 1956);
- Пять орденов Красного Знамени (22.09.1920; 14.10.1922; 21.07.1942; 03.11.1944; 24.08.1948);
- Два ордена Суворова 2-й степени (21.07.1944; 10.04.1945);
- Орден Отечественной войны 1-й степени (28.09.1943);
- медали;
- наградное оружие (шашка);
- Орден «Virtuti militari» 5-й степени (ПНР, 19.12.1968)

Почётные звания:
- Почётный гражданин города Пятигорска (1967).

## Память

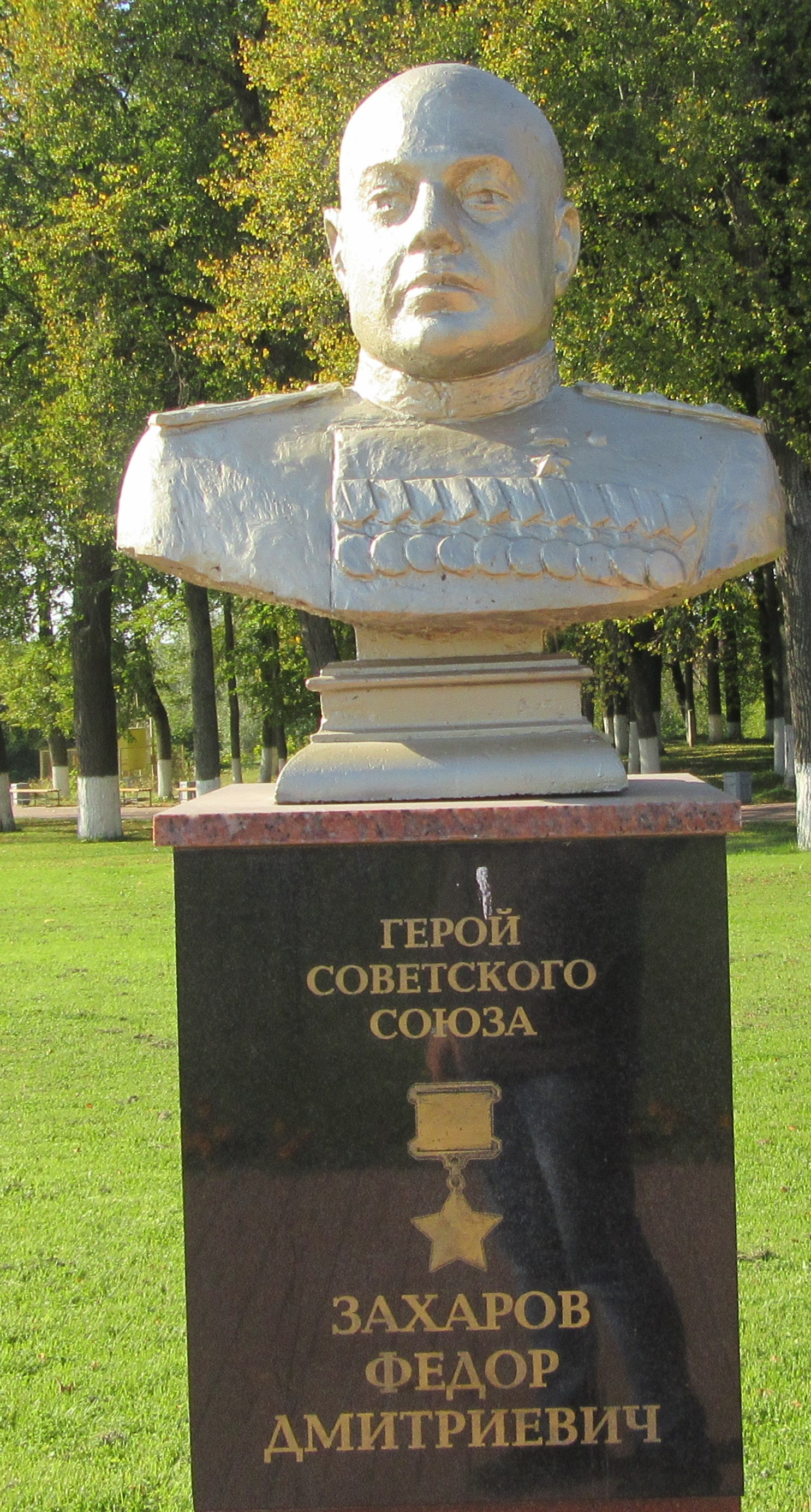
221.989x221.989пкс

- В честь генерал-лейтенанта Ф. Д. Захарова названа улица в Калининграде[5], на ней установлена мемориальная доска[6].
- Его имя увековечено на стеле Почётных граждан в городе Пятигорске.

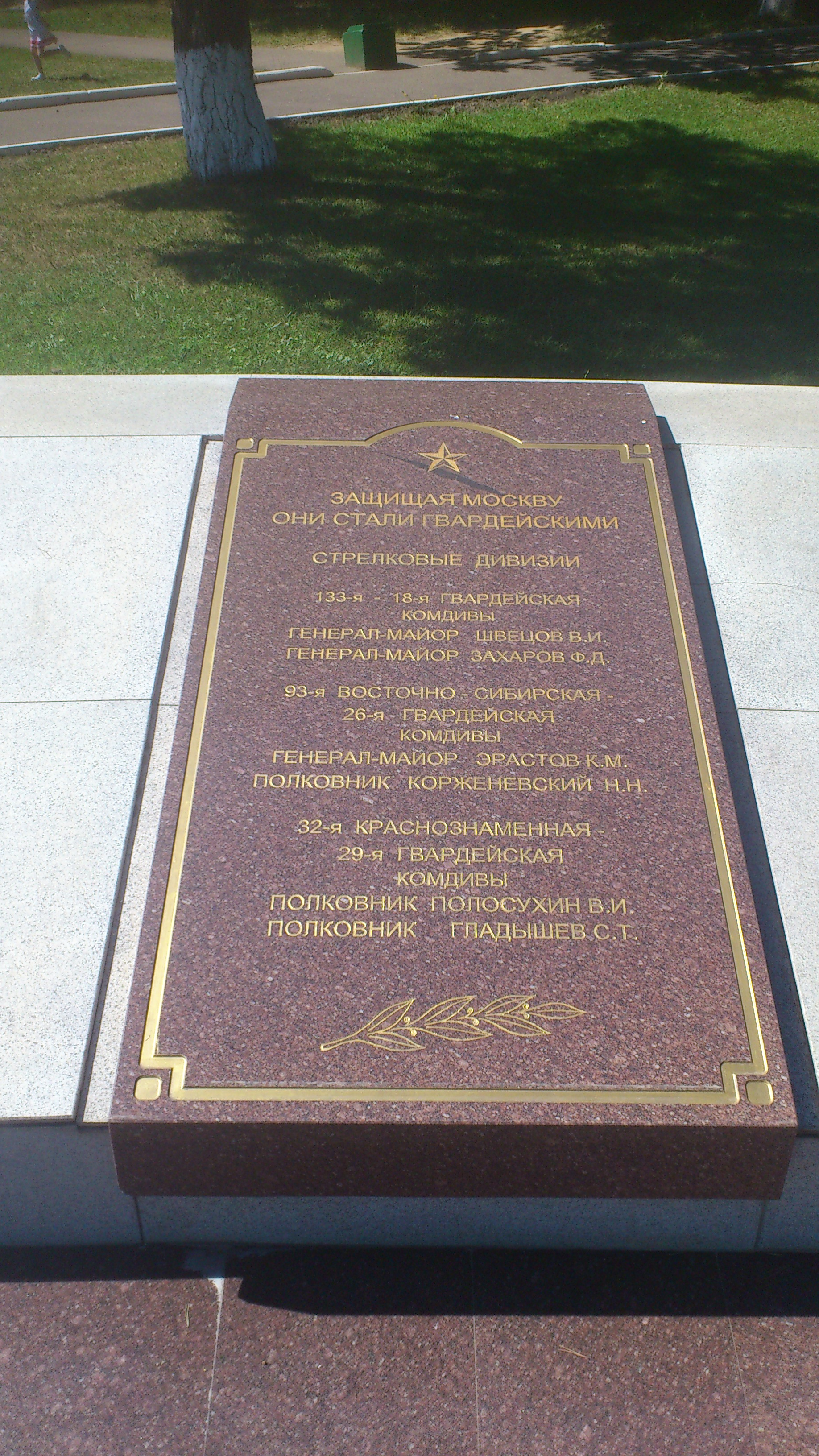
Имя комдива 133 сд Ф. Д. Захарова высечено на плите мемориального комплекса «Воинам-сибирякам».
Мемориальный комплекс «Воинам-сибирякам», Ленино-Снегирёвский военно-исторический музей.

- В Медыни, 9 мая 2015 г., на Аллее Героев установлен бюст Захарова[7].